# 乌玛河
乌玛河（“南河”），位于中华人民共和国内蒙古自治区额尔古纳市境内，是额尔古纳河右岸支流，发源于额尔古纳市东北部大兴安岭山脉石礁山西麓，蜿蜒向西南流，于恩和哈达镇乌玛村汇入额尔古纳河。河长76.2千米，河道比降3.91‰，流域面积1829平方千米。年均径流量2.74亿立方米。乌玛河流域内多山，坡度较缓，森立覆盖，河滩草甸地带多沼泽。